# Payette
Payette er en amerikansk by og administrativt centrum for det amerikanske county Payette County i staten Idaho. I 2000 havde byen et indbyggertal på 7.054.

## Ekstern henvisning
- Payettes hjemmeside (engelsk)

44°04′31″N 116°55′48″V / 44.0753°N 116.93°V